# Erik von Merizzi

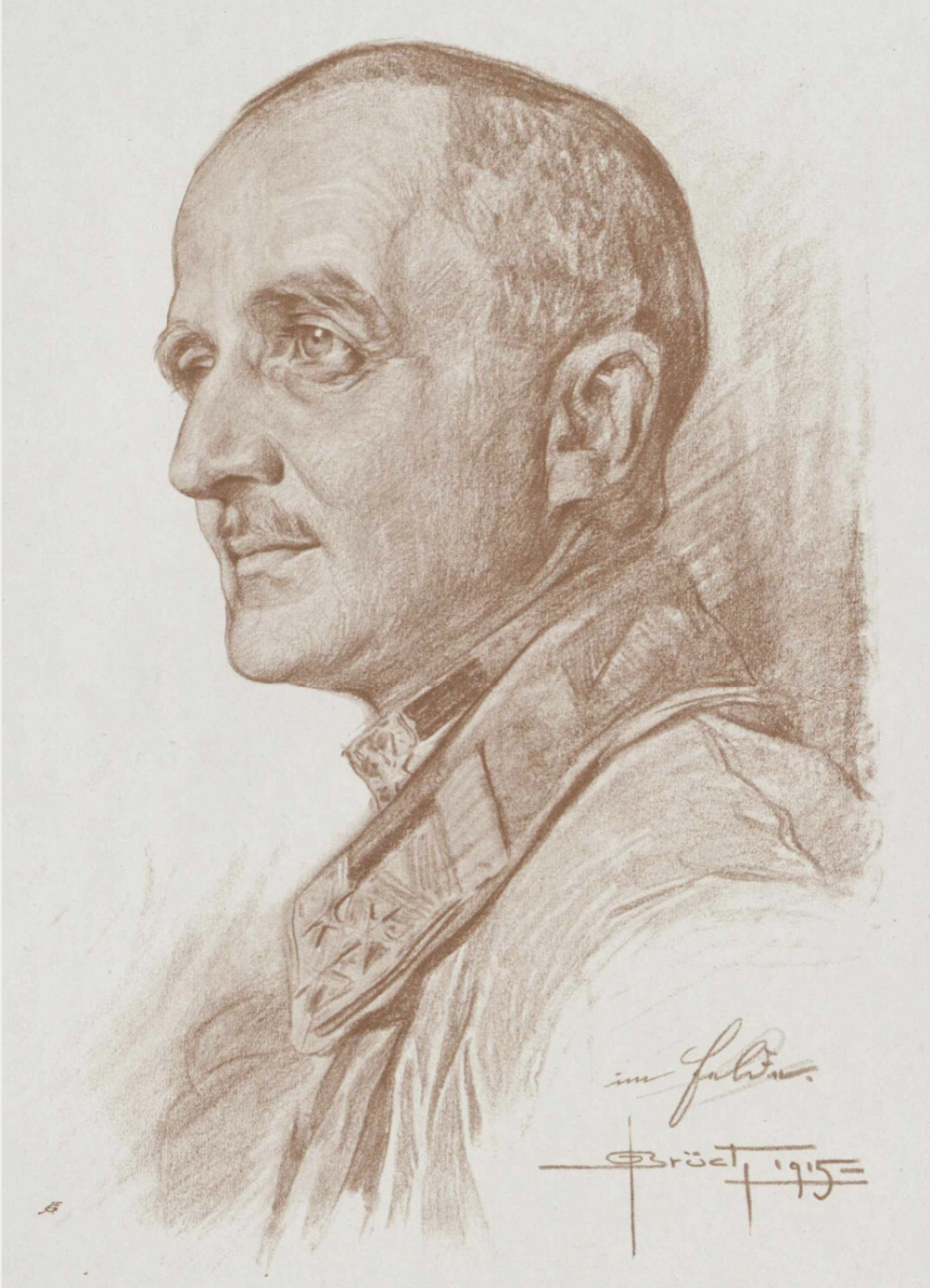
Erik von Merizzi (Bild erstellt von O. Brüch, ca. 1916)

Erik Edler von Merizzi (teilweise auch Erich von Merizzi) (* 3. April 1874 in Laibach; † 1. Juni 1917 in Val Laghetto Compoluzzo, bei Vicenza) war ein österreichisch-ungarischer Offizier. Bekannt wurde von Merizzi vor allem im Zusammenhang mit dem Attentat von Sarajevo auf Erzherzog-Thronfolger Franz Ferdinand von Österreich-Este, bei dem Merizzi verletzt wurde.

## Leben
Erik von Merizzi stammte aus einer alten Offiziersfamilie aus dem Königreich Lombardo-Venetien. Nach dem dritten italienischen Unabhängigkeitskrieg im Jahre 1866 entschied sich sein Vater Karl von Merizzi für den Dienste im Kaisertum Österreich während sein Bruder für das Königreich Italien tätig wurde. Karl von Merizzi diente u. a. in dem österreichischen Freiwilligenkorps in Mexiko und galt als enger Vertrauter von Oskar Potiorek. Aus diesem Grund kannte Potiorek Erik von Merizzi seit er ein kleines Kind war.
Erik von Merizzi besuchte von 1897 bis 1899 die k.u.k. Kriegsschule. Nach verschiedenen Stationen war er ab 1910 als Flügeladjutant von Potiorek tätig, dem Landeschef von Bosnien und der Herzegowina, der bei Beginn des Ersten Weltkriegs Oberkommandierender der Balkanstreitkräfte der Doppelmonarchie war. Die beiden hatten ein sehr enges Verhältnis und galten innerhalb des Offiziercorps der Armee in Bosnien als isoliert. Es gab sogar Gerüchte, Potiorek und Merizzi hätten eine homosexuelle Beziehung gehabt.
Am Tag vor dem Attentat wollte Franz Ferdinand den Besuch in Sarajewo eigentlich absagen. Merizzi konnte aber Franz Ferdinand überzeugen, den Besuch doch durchzuführen. Bei dem Attentat auf Franz Ferdinand wurde Merizzi durch eine Bombe verletzt. Da der Thronfolger auf einen Besuch des verletzten Merizzis im Spital bestanden hatte, wurde die Route durch Sarajevo umgeändert. Die Änderung der Route führte in der Folge zu Konfusionen, wodurch das Attentat auf Franz Ferdinand erst möglich wurde.
Nach dem Attentat verschlechterte sich das Verhältnis von Potiorek und Merizzi erheblich, in der Folge verlor Merizzi seinen Posten an Eduard von Böltz. Alfred Jansa geht davon aus, dass ein Grund für mehrere Fehlentscheidungen beim Serbienfeldzug 1914 durch das Fehlen von Merizzi begründet waren. Merizzi war maßgeblich an allen militärischen Planungen der Vorkriegszeit beteiligt und fehlte nun an entscheidender Stelle.
Merizzi wirkte im Krieg stattdessen an untergeordneter Rolle als Generalstabschef der Armeegruppenkomando Syrmien-Banat. Ab 1915 war er Generalstabschef der 4. Armee in Galizien. 1917 wurde er Kommandant der 8. Feldartillerie Brigade. Merizzi verstarb an einem Herzinfarkt.